# 对偶系统
数学中，域{\displaystyle \mathbb {K} }上的对偶系统或对偶对是指三元组{\displaystyle (X,Y,b)}，包含{\displaystyle \mathbb {K} }上的2个向量空间X、Y，以及非退化双线性映射{\displaystyle b:X\times Y\to \mathbb {K} }。
对偶理论是对对偶系统的研究，在泛函分析中占有重要地位，并通过希尔伯特空间广泛应用于量子力学中。

## 定义、记号与惯例

### 配对
域{\displaystyle \mathbb {K} }上的配对（pairing或pair）是一个三元组{\displaystyle (X,Y,b)}，也可以用{\displaystyle b(X,Y)}表示， 包含{\displaystyle \mathbb {K} }上的两个向量空间X、Y及双线性映射{\displaystyle b:X\times Y\to \mathbb {K} }，称作与配对关联的双线性映射，或配对的映射，或其双线性形式。简单起见，本文只涉及{\displaystyle \mathbb {K} }是实数{\displaystyle \mathbb {R} }或复数{\displaystyle \mathbb {C} }的例子。
{\displaystyle \forall x\subseteq X}，定义
{\displaystyle {\begin{alignedat}{4}b(x,\,\cdot \,):\,&Y&&\to &&\,\mathbb {K} \\&y&&\mapsto &&\,b(x,y)\end{alignedat}}}
{\displaystyle \forall y\subseteq Y}，定义
{\displaystyle {\begin{alignedat}{4}b(\,\cdot \,,y):\,&X&&\to &&\,\mathbb {K} \\&x&&\mapsto &&\,b(x,y).\end{alignedat}}}
{\displaystyle \forall b(x,\,\cdot \,)}是Y上的线性泛函，{\displaystyle \forall b(\,\cdot \,,y)}是X上的线性泛函。令
{\displaystyle b(X,\,\cdot \,):=\{b(x,\,\cdot \,):x\in X\}\qquad {\text{ and }}\qquad b(\,\cdot \,,Y):=\{b(\,\cdot \,,y):y\in Y\}}
其中每个集合构成一个线性泛函的向量空间。
通常记{\displaystyle \langle x,y\rangle }而非{\displaystyle b(x,y)}，这样配对不必写成{\displaystyle (X,Y,\langle \cdot ,\cdot \rangle )}，而可以写成{\displaystyle \left\langle X,Y\right\rangle }。不过，本文将用{\displaystyle \langle \cdot ,\cdot \rangle }表示求值映射（定义见下），以避免混淆。

### 对偶对
若双线性形式b是非退化的，则称配对{\displaystyle (X,Y,b)}是{\displaystyle \mathbb {K} }上的对偶系统或对偶对 ，满足下面两条分离公理：
1. Y分离（区分）X的点：若{\displaystyle x\in X}使得{\displaystyle b(x,\,\cdot \,)=0}，则{\displaystyle x=0}；等价地，对所有非零的{\displaystyle x\in X}，映射{\displaystyle b(x,\,\cdot \,):Y\to \mathbb {K} }不等同于{\displaystyle 0}（即{\displaystyle \exists y\in Y}使得{\displaystyle \forall x\in X,\ b(x,y)\neq 0}）；
2. X分离（区分）Y的点：若{\displaystyle y\in Y}使得{\displaystyle b(\,\cdot \,,y)=0}，则{\displaystyle y=0}；等价地，对所有非零的{\displaystyle y\in Y}，映射{\displaystyle b(\,\cdot \,,y):X\to \mathbb {K} }不等同于{\displaystyle 0}（即{\displaystyle \exists x\in X}使得{\displaystyle \forall y\in Y,\ b(x,y)\neq 0}）。

这样b是非退化的，可以说b将X、Y置于（分离）对偶中（places in (separated) duality），b是三元组{\displaystyle (X,Y,b)}的对偶配对（duality pairing）。

### 全子集
若{\displaystyle \forall x\in X}, {\displaystyle b(x,s)=0\quad \forall s\in S}能推出{\displaystyle x=0}，则称{\displaystyle S\in Y}为全集。
X的全子集定义相似（见脚注）。因此，当且仅当X是X的全子集，X分离Y中所有点，对Y亦然。

### 正交性
若{\displaystyle b(x,y)=0}，称向量x、y正交，记作{\displaystyle x\perp y}。若{\displaystyle b(R,S)=\{0\}}，称两子集{\displaystyle R\subseteq X}、{\displaystyle S\subseteq Y}正交，记作{\displaystyle R\perp S}；即{\displaystyle \forall r\in R}、{\displaystyle s\in S}，{\displaystyle b(r,s)=0}。子集正交于向量的定义与之类似。
子集{\displaystyle R\subseteq X}的正交补或零化子是
{\displaystyle R^{\perp }:=\{y\in Y:R\perp y\}:=\{y\in Y:b(R,y)=\{0\}\}}.
于是，当且仅当{\displaystyle R^{\perp }=\{0\}}，R是X的全子集。

### 极集
给定在{\displaystyle \mathbb {K} }上定义了对偶对的三元组{\displaystyle (X,Y,b)}，子集{\displaystyle A\subseteq X}的绝对极集或极集是集合{\displaystyle A^{\circ }:=\left\{y\in Y:\sup _{x\in A}|b(x,y)|\leq 1\right\}.}对称地，子集{\displaystyle B\subseteq Y}的绝对极集或极集记作{\displaystyle B^{\circ }}，定义为
{\displaystyle B^{\circ }:=\left\{x\in X:\sup _{y\in B}|b(x,y)|\leq 1\right\}.}

为了使用有助于跟踪对偶性两侧不对称的标记，子集{\displaystyle B\subseteq B}的绝对极也可以称为B的绝对预极（absolute prepolar）或预极（prepolar），可表为{\displaystyle {}^{\circ }B}。
极{\displaystyle B^{\circ }}必然是凸集，包含{\displaystyle 0\in Y}，若B平衡，则{\displaystyle B^{\circ }}也平衡；若B是X的向量子空间，则{\displaystyle B^{\circ }}是Y的向量子空间。
若A是X的向量子空间，则{\displaystyle A^{\circ }=A^{\perp }}，还等于A的实极。若{\displaystyle A\subseteq X}，则A的双极（bipolar，记作{\displaystyle A^{\circ \circ }}）是A正交补的极，即集{\displaystyle {}^{\circ }\left(A^{\perp }\right)}。相似地，若{\displaystyle B\subseteq Y}，则B的双极是{\displaystyle B^{\circ \circ }:=\left({}^{\circ }B\right)^{\circ }}。

### 对偶的定义与结果
给定对{\displaystyle (X,Y,b)}，定义新对{\displaystyle (Y,X,d)}，其中{\displaystyle \forall x\in X,\ \forall y\in Y,\ d(y,x):=b(x,y)}。
对偶理论有个一贯的主题：任何对{\displaystyle (X,Y,b)}都有相应的对偶对{\displaystyle (Y,X,d)}。
约定与定义：给定配对{\displaystyle (X,Y,b)}的任何定义，将其应用于配对{\displaystyle (Y,X,d)}，就能得到对偶定义。这约定也适用于定理。
例如，若X分离Y的点（或者说S是Y的全子集）定义如上，则此约定立即产生了对偶定义：Y分离X的点（或者说S是X的全子集）。
下面的写法几乎无处不在，可让我们不用为d指定符号。
约定与记号：若配对{\displaystyle (X,Y,b)}的定义及其记号取决于X和Y的顺序（例如，X上的麦奇拓扑{\displaystyle \tau (X,Y,b)}），那么交换X、Y顺序就意味着定义适用于{\displaystyle (Y,X,d)}（接上例，拓扑{\displaystyle \tau (Y,X,b)}实际上是拓扑{\displaystyle \tau (Y,X,d)}）。
再比如，一旦定义了X上的弱拓扑{\displaystyle \sigma (X,Y,b)}，则此对偶定义就会自动应用到配对{\displaystyle (Y,X,d)}，从而得到Y上弱拓扑的定义——{\displaystyle \sigma (Y,X,b)}而非{\displaystyle \sigma (Y,X,d)}。

#### (X,Y){\displaystyle (X,Y)}及(Y,X){\displaystyle (Y,X)}的识别
虽然从技术上将这是不正确的，也是对符号的滥用，但本文将遵守几乎普遍的管理，及将配对{\displaystyle (X,Y,b)}与{\displaystyle (Y,X,d)}互换处理，并用{\displaystyle (Y,X,b)}表示{\displaystyle (Y,X,d)}。

## 例子

### 配对的限制
设{\displaystyle (X,Y,b)}是配对，M是X的向量子空间，N是Y的向量子空间。则，{\displaystyle (X,Y,b)}对{\displaystyle M\times N}的限制就是配对{\displaystyle \left(M,N,b{\big \vert }_{M\times N}\right)}。若{\displaystyle (X,Y,b)}是对偶，则限制就有可能不对偶（如，若{\displaystyle Y\neq \{0\}}、{\displaystyle N=\{0\}}）。
本文将使用通常做法，用{\displaystyle (M,N,b)}表示限制{\displaystyle \left(M,N,b{\big \vert }_{M\times N}\right)}。

### 向量空间上的规范对偶
设X是向量空间，令{\displaystyle X^{\#}}表示X的代数对偶空间（即，X上所有线性泛函的空间）。则有规范对偶{\displaystyle \left(X,X^{\#},c\right)}，其中{\displaystyle c\left(x,x^{\prime }\right)=\left\langle x,x^{\prime }\right\rangle =x^{\prime }(x)}，称之为{\displaystyle X\times X^{\#}}上的求值映射或自然/规范双线性泛函。
注意{\displaystyle \forall x^{\prime }\in X^{\#}}，{\displaystyle c\left(\,\cdot \,,x^{\prime }\right)}只是表示{\displaystyle x^{\prime }}的另一种方式，即{\displaystyle c\left(\,\cdot \,,x^{\prime }\right)=x^{\prime }(\,\cdot \,)=x^{\prime }.}
若N是{\displaystyle X^{\#}}的一个向量子空间，则{\displaystyle \left(X,X^{\#},c\right)}对{\displaystyle X\times N}的限制称作规范配对。若此配对是对偶，则称为规范对偶。显然X总是分离N的点，因此当且仅当N分离X中的点，规范配对是对偶系统。
下列记号现在在对偶理论中几乎无处不在。
求值映射记作{\displaystyle \left\langle x,x^{\prime }\right\rangle =x^{\prime }(x)}（而非c），将{\displaystyle (X,N,c)}改为{\displaystyle \langle X,N\rangle }。
假设：按惯例，若X是向量空间，N是X上线性泛函的向量空间，则除非另有说明，否则将假定它们同规范配对{\displaystyle \langle X,N\rangle }相关联。
若N是{\displaystyle X^{\#}}的向量子空间，则当且仅当N分离X的点（或等价地，N是全的，{\displaystyle \forall n\in N,\ n(x)=0}能推出{\displaystyle x=0}），X分离N的点（或等价地，{\displaystyle (X,N,c)}是对偶），

### 拓扑向量空间上的规范对偶
设X是拓扑向量空间，有连续对偶空间{\displaystyle X^{\prime }}。
则，规范对偶{\displaystyle \left(X,X^{\#},c\right)}对{\displaystyle X\times X^{\prime }}的限制确定了配对{\displaystyle \left(X,X^{\prime },c{\big \vert }_{X\times X^{\prime }}\right)}，其中X分离{\displaystyle X^{\prime }}的点。
若{\displaystyle X^{\prime }}分离X的点（例如，若X是豪斯多夫局部凸空间，则恒为真），则此配对形成了对偶。
假设：正如通常所作，只要X是拓扑向量空间，则除非另有说明，否则将假定其与规范配对{\displaystyle \left\langle X,X^{\prime }\right\rangle }相关联，无需注释。

### 拓扑向量空间的极与对偶
下列结果表明，拓扑向量空间上的连续线性泛函恰是在原点邻域上有界的线性泛函。
定理 — 令X是拓扑向量空间，有代数对偶
{\displaystyle X^{\#}}，并令{\displaystyle {\mathcal {N}}}为X在原点邻域的基。
在规范对偶{\displaystyle \left\langle X,X^{\#}\right\rangle }下，X是连续对偶空间是所有{\displaystyle N^{\circ }}的并，因为N的范围是{\displaystyle {\mathcal {N}}}（其中极位于{\displaystyle X^{\#}}）。

### 内积空间与复共轭空间
预希尔伯特空间{\displaystyle (H,\langle \cdot ,\cdot \rangle )}，当且仅当H是{\displaystyle \mathbb {R} }上的向量空间，或H是0维，{\displaystyle (H,\langle \cdot ,\cdot \rangle )}是对偶对。这里假定半双线性形式{\displaystyle \langle \cdot ,\cdot \rangle }在第二坐标上是共轭齐次的，在第一坐标上是齐次的。
1. 若{\displaystyle (H,\langle \cdot ,\cdot \rangle )}是实希尔伯特空间，则{\displaystyle (H,H,\langle \cdot ,\cdot \rangle )}形成对偶系统。
2. 若{\displaystyle (H,\langle \cdot ,\cdot \rangle )}是复希尔伯特空间，则当且仅当{\displaystyle \operatorname {dim} H=0}，{\displaystyle (H,H,\langle \cdot ,\cdot \rangle )}形成对偶系统。若H非平凡，则{\displaystyle (H,H,\langle \cdot ,\cdot \rangle )}甚至不是配对，因为内积是半双线性的，而非双线性的。[1]

设{\displaystyle (H,\langle \cdot ,\cdot \rangle )}是复预希尔伯特空间，标量乘法用并列或{\displaystyle \cdot }表示。
定义映射
{\displaystyle \,\cdot \,\perp \,\cdot \,:\mathbb {C} \times H\to H\quad {\text{ by }}\quad c\perp x:={\overline {c}}x,}
其中右式使用了H的标量乘法。令{\displaystyle {\overline {H}}}表示H的复共轭向量空间，其中{\displaystyle {\overline {H}}}表示加群{\displaystyle (H,+)}（所以{\displaystyle {\overline {H}}}中的向量加法与H中的相同），但{\displaystyle {\overline {H}}}中的标量乘法是映射{\displaystyle \,\cdot \,\perp \,\cdot \,}（而非H被赋予的标量乘法）。
映射{\displaystyle b:H\times {\overline {H}}\to \mathbb {C} }定义为{\displaystyle b(x,y):=\langle x,y\rangle }，在两个坐标中都是线性的，因此{\displaystyle \left(H,{\overline {H}},\langle \cdot ,\cdot \rangle \right)}形成对偶对。

### 其他例子
1. 设{\displaystyle X=\mathbb {R} ^{2},\ Y=\mathbb {R} ^{3},\ \forall \left(x_{1},y_{1}\right)\in X{\text{ and }}\left(x_{2},y_{2},z_{2}\right)\in Y,}令{\displaystyle b\left(\left(x_{1},y_{1}\right),\left(x_{2},y_{2},z_{2}\right)\right):=x_{1}x_{2}+y_{1}y_{2}.}则{\displaystyle (X,Y,b)}是配对，使X区分Y的点，但Y不区分X的点。此外，{\displaystyle X^{\perp }:=\{y\in Y:X\perp y\}=\{(0,0,z):z\in \mathbb {R} \}.}

1. 令{\displaystyle 0<p<\infty ,\ X:=L^{p}(\mu ),\ Y:=L^{q}(\mu )}（其中q满足{\displaystyle {\tfrac {1}{p}}+{\tfrac {1}{q}}=1}），{\displaystyle b(f,g):=\int fg\,\mathrm {d} \mu .}则{\displaystyle (X,Y,b)}是对偶系统。
2. 令X、Y是同一域{\displaystyle \mathbb {K} }上的向量空间，则双线性形式{\displaystyle b\left(x\otimes y,x^{*}\otimes y^{*}\right)=\left\langle x^{\prime },x\right\rangle \left\langle y^{\prime },y\right\rangle }使{\displaystyle X\times Y}与{\displaystyle X^{\#}\times Y^{\#}}对偶。[2]
3. 序列空间X及其Beta-对偶空间{\displaystyle Y:=X^{\beta }}，双线性映射定义为{\displaystyle \forall x\in X,\ y\in X^{\beta },\ \langle x,y\rangle :=\sum _{i=1}^{\infty }x_{i}y_{i}}形成对偶系统。

## 弱拓扑
设{\displaystyle (X,Y,b)}是{\displaystyle \mathbb {K} }上一对向量空间。若{\displaystyle S\subseteq Y}，则X上由S（和b）诱导的弱拓扑是X上最弱的拓扑向量空间拓扑，记作{\displaystyle \sigma (X,S,b)}或{\displaystyle \sigma (X,S)}，使y在S上取值时所有映射{\displaystyle b(\,\cdot \,,y):X\to \mathbb {K} }连续。若S在语境中不明确，则应假定是Y的全部，这时称之为X上（由Y诱导的）的弱拓扑。
{\displaystyle X_{\sigma (X,S,b)},\ X_{\sigma (X,S)},}或（若无混淆）{\displaystyle X_{\sigma }}用于表示赋有弱拓扑{\displaystyle \sigma (X,S,b)}的X。
重要的是，弱拓扑完全取决于函数b、{\displaystyle \mathbb {C} }上的通常拓扑与X上的向量空间结构，而与Y的代数结构无关。
同样，若{\displaystyle R\subseteq X}，则Y上由R（和b）诱导的弱拓扑的对偶定义记作{\displaystyle \sigma (Y,R,b)}或{\displaystyle \sigma (Y,R)}（细节见脚注）。
定义与符号：若{\displaystyle \sigma (X,Y,b)}附在一个拓扑定义上（如{\displaystyle \sigma (X,Y,b)}-收敛、{\displaystyle \sigma (X,Y,b)}-有界、{\displaystyle \operatorname {cl} _{\sigma (X,Y,b)}(S)}等等），则就意味着当定义的第一个空间（即X）携带{\displaystyle \sigma (X,Y,b)}拓扑。若无混淆，可以不提及b甚至X、Y。例如，若Y中序列{\displaystyle \left(a_{i}\right)_{i=1}^{\infty }}“{\displaystyle \sigma }-收敛”或“弱收敛”，这意味着它收敛于{\displaystyle (Y,\sigma (Y,X,b))}，而若它是X中的序列，则意味着它收敛于{\displaystyle (X,\sigma (X,Y,b))}）。
拓扑{\displaystyle \sigma (X,Y,b)}是局部凸的，因为它由{\displaystyle p_{y}(x):=|b(x,y)|}定义的半范数族{\displaystyle p_{y}:X\to \mathbb {R} }确定，其中y在Y上取值。
若{\displaystyle x\in X,\ \left(x_{i}\right)_{i\in I}}是X中的网，则若{\displaystyle \left(x_{i}\right)_{i\in I}}在{\displaystyle (X,\sigma (X,Y,b))}中收敛到x，{\displaystyle \left(x_{i}\right)_{i\in I}}{\displaystyle \sigma (X,Y,b)}-收敛于x。网{\displaystyle \left(x_{i}\right)_{i\in I}}，当且仅当{\displaystyle \forall y\in Y,\ b\left(x_{i},y\right)}收敛到{\displaystyle b(x,y)}，{\displaystyle \sigma (X,Y,b)}-收敛到x。
若{\displaystyle \left(x_{i}\right)_{i=1}^{\infty }}是希尔伯特空间中的正交规范向量列，则{\displaystyle \left(x_{i}\right)_{i=1}^{\infty }}弱收敛到0，但不会规范收敛（norm-convergence）到0（或任意向量）。
若{\displaystyle (X,Y,b)}是配对，N是Y的一个适当的向量子空间，使得{\displaystyle (X,N,b)}是对偶对，则{\displaystyle \sigma (X,N,b)}比{\displaystyle \sigma (X,Y,b)}严格粗。

### 有界子集
子集{\displaystyle S\subseteq X}，当且仅当{\displaystyle \sup _{}|b(S,y)|<\infty \quad {\text{ for all }}y\in Y,}，其中{\displaystyle |b(S,y)|:=\{b(s,y):s\in S\}}，称S{\displaystyle \sigma (X,Y,b)}-有界。

### 豪斯多夫性
若{\displaystyle (X,Y,b)}是配对，则下列条件等价：
1. X分离Y的点；
2. 映射{\displaystyle y\mapsto b(\,\cdot \,,y)}定义了Y到X的代数对偶空间的单射；[1]
3. {\displaystyle \sigma (Y,X,b)}是豪斯多夫空间。[1]

### 弱表示定理
下列定理对对偶理论至关重要，因为它完全表征了{\displaystyle (X,\sigma (X,Y,b))}的连续对偶空间。
弱表示定理 — 令{\displaystyle (X,Y,b)}是域{\displaystyle \mathbb {K} }上的配对，则{\displaystyle (X,\sigma (X,Y,b))}的连续对偶空间是{\displaystyle b(\,\cdot \,,Y):=\{b(\,\cdot \,,y):y\in Y\}.}另外，
1. 若f是{\displaystyle (X,\sigma (X,Y,b))}上的连续线性泛函，则{\displaystyle \exists y\in Y}使{\displaystyle f=b(\,\cdot \,,y)}；若这样的y存在，则当且仅当X分离Y的点时，这样的y是唯一的。

- 注意，X是否分离Y中的点并不取决于y的特定选择。

1. {\displaystyle (X,\sigma (X,Y,b))}的连续对偶空间可以视作商空间{\displaystyle Y/X^{\perp }}，其中{\displaystyle X^{\perp }:=\{y\in Y:b(x,y)=0\ \ \forall x\in X\}}。

- 无论X是否分离Y的点，或Y是否分离X中的点，这都是正确的。

因此，{\displaystyle (X,\sigma (X,Y,b))}的连续对偶空间是
{\displaystyle (X,\sigma (X,Y,b))^{\prime }=b(\,\cdot \,,Y):=\left\{b(\,\cdot \,,y):y\in Y\right\}.}
关于规范配对，若X是拓扑向量空间，其连续对偶空间{\displaystyle X^{\prime }}分离X的点（即使{\displaystyle \left(X,\sigma \left(X,X^{\prime }\right)\right)}豪斯多夫，这可推出X也必豪斯多夫），则{\displaystyle \left(X^{\prime },\sigma \left(X^{\prime },X\right)\right)}的连续对偶空间等于x在X中取值时所有“点x处得值”的映射集合（即将{\displaystyle x^{\prime }\in X^{\prime }}送到{\displaystyle x^{\prime }(x)}的映射）。
通常写成
{\displaystyle \left(X^{\prime },\sigma \left(X^{\prime },X\right)\right)^{\prime }=X\qquad {\text{ or }}\qquad \left(X_{\sigma }^{\prime }\right)^{\prime }=X.}
这一重要事实就是为什么连续对偶空间上极拓扑的成果（如{\displaystyle X^{\prime }}上的强对偶拓扑{\displaystyle \beta \left(X^{\prime },X\right)}）能应用到原拓扑向量空间X的。例如，将X视作{\displaystyle \left(X_{\sigma }^{\prime }\right)^{\prime }}意味着{\displaystyle \left(X_{\sigma }^{\prime }\right)^{\prime }}上的拓扑{\displaystyle \beta \left(\left(X_{\sigma }^{\prime }\right)^{\prime },X_{\sigma }^{\prime }\right)}可被视作X上的拓扑。
此外，若{\displaystyle X^{\prime }}被赋予比{\displaystyle \sigma \left(X^{\prime },X\right)}更细的拓扑，那么{\displaystyle X^{\prime }}的连续对偶空间必然包含{\displaystyle \left(X_{\sigma }^{\prime }\right)^{\prime }}（作为子集）。
例如，{\displaystyle X^{\prime }}被赋予强对偶拓扑（于是记作{\displaystyle X_{\beta }^{\prime }}），则
{\displaystyle \left(X_{\beta }^{\prime }\right)^{\prime }~\supseteq ~\left(X_{\sigma }^{\prime }\right)^{\prime }~=~X}
这允许X被赋予由强对偶拓扑{\displaystyle \beta \left(\left(X_{\beta }^{\prime }\right)^{\prime },X_{\beta }^{\prime }\right)}在X上诱导的子空间拓扑（此拓扑也称作强双对偶拓扑，见于自反空间理论：豪斯多夫局部凸拓扑向量空间X，若{\displaystyle \left(X_{\beta }^{\prime }\right)^{\prime }=X}则称其是半自反空间，若在此之外，其在X上的强双对偶拓扑{\displaystyle \beta \left(\left(X_{\beta }^{\prime }\right)^{\prime },X_{\beta }^{\prime }\right)}还等于X的原/初拓扑，则称其是自反空间。

### 正交、商与子空间
若{\displaystyle (X,Y,b)}是配对，则对X的任意子集S：
1. {\displaystyle S^{\perp }=(\operatorname {span} S)^{\perp }=\left(\operatorname {cl} _{\sigma (Y,X,b)}\operatorname {span} S\right)^{\perp }=S^{\perp \perp \perp }}，且此集合是{\displaystyle \sigma (Y,X,b)}-闭的；[1]
2. {\displaystyle S\subseteq S^{\perp \perp }=\left(\operatorname {cl} _{\sigma (X,Y,b)}\operatorname {span} S\right)}；[1]

- 因此，若S是X的{\displaystyle \sigma (X,Y,b)}-闭向量子空间，则{\displaystyle S\subseteq S^{\perp \perp }.}

1. 若{\displaystyle \left(S_{i}\right)_{i\in I}}是X的{\displaystyle \sigma (X,Y,b)}-闭向量子空间族，则

{\displaystyle \left(\bigcap _{i\in I}S_{i}\right)^{\perp }=\operatorname {cl} _{\sigma (Y,X,b)}\left(\operatorname {span} \left(\bigcup _{i\in I}S_{i}^{\perp }\right)\right).}
1. 若{\displaystyle \left(S_{i}\right)_{i\in I}}是X的子集族，则

{\displaystyle \left(\bigcup _{i\in I}S_{i}\right)^{\perp }=\bigcap _{i\in I}S_{i}^{\perp }.}
若X是赋范空间，则根据规范对偶性，{\displaystyle S^{\perp }}在{\displaystyle X^{\prime }}中对范是封闭的，{\displaystyle S^{\perp \perp }}在X中对范是封闭的。

### 子空间
设M是X的向量子空间，并令{\displaystyle (M,Y,b)}表示{\displaystyle (X,Y,b)}对{\displaystyle M\times Y}的限制。
M上的弱拓扑{\displaystyle \sigma (M,Y,b)}与M从{\displaystyle (X,\sigma (X,Y,b))}继承的子空间拓扑相同。
另外，{\displaystyle \left(M,Y/M^{\perp },b{\big \vert }_{M}\right)}是配对空间（paired space）（其中{\displaystyle Y/M^{\perp }}是{\displaystyle Y/\left(M^{\perp }\right)}），其中{\displaystyle b{\big \vert }_{M}:M\times Y/M^{\perp }\to \mathbb {K} }定义为
{\displaystyle \left(m,y+M^{\perp }\right)\mapsto b(m,y).}
拓扑{\displaystyle \sigma \left(M,Y/M^{\perp },b{\big \vert }_{M}\right)}等于M继承自{\displaystyle (X,\sigma (X,Y,b))}的子空间拓扑。 
此外，若{\displaystyle (X,\sigma (X,Y,b))}是对偶系统，则{\displaystyle \left(M,Y/M^{\perp },b{\big \vert }_{M}\right)}也是。

### 商
设M是X的向量子空间，则{\displaystyle \left(X/M,M^{\perp },b/M\right)}是配对空间，其中{\displaystyle b/M:X/M\times M^{\perp }\to \mathbb {K} }定义为
{\displaystyle (x+M,y)\mapsto b(x,y).}
拓扑{\displaystyle \sigma \left(X/M,M^{\perp }\right)}等同于{\displaystyle (X,\sigma (X,Y,b))}在{\displaystyle X/M}上诱导的一般的商拓扑。

### 极与弱拓扑
弱X是局部凸空间，且若H是连续对偶空间{\displaystyle X^{\prime }}的子集，则当且仅当对X中某桶B，有{\displaystyle H\subseteq B^{\circ }}时，H是{\displaystyle \sigma \left(X^{\prime },X\right)}-有界的。
下列结果对定义极拓扑非常重要。
若{\displaystyle (X,Y,b)}是配对，{\displaystyle A\subseteq X,}则
1. A的极{\displaystyle A^{\circ }}是{\displaystyle (Y,\sigma (Y,X,b))}的闭子集。

1. 下列集合的极相同：(a) A；(b) A的凸壳；(c) A的平衡壳；(d) A的{\displaystyle \sigma (X,Y,b)}-闭合；(e) A的凸平衡壳的{\displaystyle \sigma (X,Y,b)}-闭合。

1. 双极定理：A的双极{\displaystyle A^{\circ \circ }}等于A的凸平衡壳的{\displaystyle \sigma (X,Y,b)}-闭合。

- 双极定理“是处理对偶性时不可或缺的工具”。[4]

1. 当且仅当{\displaystyle A^{\circ }}吸收于Y时，A是{\displaystyle \sigma (X,Y,b)}-有界的。
2. 若Y还分离X的点，则当且仅当A是{\displaystyle \sigma (X,Y,b)}-全有界时，A是{\displaystyle \sigma (X,Y,b)}-有界的。

若{\displaystyle (X,Y,b)}是配对，{\displaystyle \tau }是X上与对偶一致的局部凸拓扑，则当且仅当B是Y的某{\displaystyle \sigma (Y,X,b)}-有界子集的极时，{\displaystyle B\subseteq X}是{\displaystyle (X,\tau )}中的桶。

## 转置

### 线性映射关于配对的转置
令{\displaystyle (X,Y,b)}和{\displaystyle (W,Z,c)}是{\displaystyle \mathbb {K} }上的配对，并令{\displaystyle F:X\to W}是线性映射。
{\displaystyle \forall z\in Z,}令{\displaystyle c(F(\,\cdot \,),z):X\to \mathbb {K} }是由{\displaystyle x\mapsto c(F(x),z)}定义的映射。
若满足以下条件，就可以说F的转置或伴随是良定的（well-defined）：
1. X分离Y中的点（或等价地，从Y抵达代数对偶{\displaystyle X^{\#}}的映射{\displaystyle y\mapsto b(\,\cdot \,,y)}是单射），且
2. {\displaystyle c(F(\,\cdot \,),Z)\subseteq b(\,\cdot \,,Y),}其中{\displaystyle c(F(\,\cdot \,),Z):=\{c(F(\,\cdot \,),z):z\in Z\},\ b(\,\cdot \,,Y):=\{b(\,\cdot \,,y):y\in Y\}.}

这样，{\displaystyle \forall z\in Z}存在（由条件2）唯一的（由条件1）{\displaystyle y\in Y}，使{\displaystyle c(F(\,\cdot \,),z)=b(\,\cdot \,,y)}，其中Y的这个元素将表为{\displaystyle {}^{t}F(z)}。这定义了线性映射
{\displaystyle {}^{t}F:Z\to Y}
称作F的转置或关于{\displaystyle (X,Y,b)}和{\displaystyle (W,Z,c)}的伴随（注意不要与厄米伴随混淆）。不难看出，上述两个条件（即“转置良定义”）也是{\displaystyle {}^{t}F}良定的必要条件。
{\displaystyle \forall z\in Z}，{\displaystyle {}^{t}F(z)}的定义条件是
{\displaystyle c(F(\,\cdot \,),z)=b\left(\,\cdot \,,{}^{t}F(z)\right),} 
即，
{\displaystyle \forall x\in X,\ c(F(x),z)=b\left(x,{}^{t}F(z)\right).}
根据本文开头提到的约定，这也定义了形式为{\displaystyle Z\to Y,}
{\displaystyle X\to Z,}
{\displaystyle W\to Y,}
{\displaystyle Y\to W,}等的线性映射的转置（见脚注）。

### 转置的性质
{\displaystyle (X,Y,b)}和{\displaystyle (W,Z,c)}是{\displaystyle \mathbb {K} }上的配对，{\displaystyle F:X\to W}是线性映射，其转置{\displaystyle {}^{t}F:Z\to Y}是良定义的。
- 当且仅当F的范围在{\displaystyle \left(W,\sigma \left(W,Z,c\right)\right)}中稠密时，{\displaystyle {}^{t}F:Z\to Y}是单射（即{\displaystyle \operatorname {ker} {}^{t}F=\{0\}}）。[1]
- 若除了{\displaystyle {}^{t}F}良定义外，{\displaystyle {}^{t}F}的转置也良定义，则{\displaystyle {}^{tt}F=F}。
- 设{\displaystyle (U,V,a)}是{\displaystyle \mathbb {K} }上的配对，{\displaystyle E:U\to X}是线性映射，其转置{\displaystyle {}^{t}E:Y\to V}是良定义的，则{\displaystyle F\circ E:U\to W}的转置{\displaystyle {}^{t}(F\circ E):Z\to V}也是良定义的，且{\displaystyle {}^{t}(F\circ E)={}^{t}E\circ {}^{t}F.}
- 若{\displaystyle F:X\to W}是向量空间同构，则{\displaystyle {}^{t}F:Z\to Y}是双射，{\displaystyle F^{-1}:W\to X}的转置{\displaystyle {}^{t}\left(F^{-1}\right):Y\to Z}是良定义的，且{\displaystyle {}^{t}\left(F^{-1}\right)=\left({}^{t}F\right)^{-1}}[1]
- 令{\displaystyle S\subseteq X}，{\displaystyle S^{\circ }}表示A的绝对极，则[1]
  1. {\displaystyle [F(S)]^{\circ }=\left({}^{t}F\right)^{-1}\left(S^{\circ }\right)}；
  2. 若{\displaystyle \forall T\subseteq W,\ F(S)\subseteq T}，则{\displaystyle {}^{t}F\left(T^{\circ }\right)\subseteq S^{\circ }}；
  3. 若{\displaystyle T\subseteq W}使得{\displaystyle {}^{t}F\left(T^{\circ }\right)\subseteq S^{\circ }}，则{\displaystyle F(S)\subseteq T^{\circ \circ }}；
  4. 若{\displaystyle T\subseteq W}，{\displaystyle S\subseteq X}是弱闭圆盘，则当且仅当{\displaystyle F(S)\subseteq T}时，{\displaystyle {}^{t}F\left(T^{\circ }\right)\subseteq S^{\circ }}；
  5. {\displaystyle \operatorname {ker} {}^{t}F=[F(X)]^{\perp }.}

将绝对极换成实极，这些结果不变。
若X、Y是规范对偶下的赋范空间、{\displaystyle F:X\to Y}是连续线性映射，则{\displaystyle \|F\|=\left\|{}^{t}F\right\|}。

#### 弱连续性
线性映射{\displaystyle F:X\to W}，若{\displaystyle F:(X,\sigma (X,Y,b))\to (W,(W,Z,c))}连续，则称其（关于{\displaystyle (X,Y,b)}和{\displaystyle (W,Z,c)}）弱连续。
下面的结果表明，转置映射的存在与弱拓扑密切相关。
命题 — 设X分离Y的点，{\displaystyle F:X\to W}是线性映射。
则下列条件等价：
1. F是弱连续的（即{\displaystyle F:(X,\sigma (X,Y,b))\to (W,(W,Z,c))}连续）；
2. {\displaystyle c(F(\,\cdot \,),Z)\subseteq b(\,\cdot \,,Y)}；
3. F的转置是良定义的。

若F是弱连续的，则
- {\displaystyle {}^{t}F:Z\to Y}是弱连续的，即{\displaystyle {}^{t}F:(Z,\sigma (Z,W,c))\to (Y,(Y,X,b))}连续；
- 当且仅当Z分离W的点，转置{\displaystyle {}^{t}F}良定义，这时{\displaystyle {}^{tt}F=F}。

### 弱拓扑与规范对偶
设X是向量空间，{\displaystyle X^{\#}}是其代数对偶。则X的所有{\displaystyle \sigma \left(X,X^{\#}\right)}-有界子集包含于有限维向量子空间，X的所有向量子空间是{\displaystyle \sigma \left(X,X^{\#}\right)}-闭的。

#### 弱完备性
若{\displaystyle (X,\sigma (X,Y,b))}是完备拓扑向量空间，例如X是{\displaystyle \sigma (X,Y,b)}-完备或（若无歧义）弱完备的情形。
存在不弱完备的巴拿赫空间（尽管在其范拓扑中是完备的）。
若X是向量空间，则在规范对偶下，{\displaystyle \left(X^{\#},\sigma \left(X^{\#},X\right)\right)}是完备的。 
相反，若Z是豪斯多夫局部凸拓扑向量空间，且有连续对偶空间{\displaystyle Z^{\prime }}，则当且仅当{\displaystyle Z=\left(Z^{\prime }\right)^{\#}}时，{\displaystyle \left(Z,\sigma \left(Z,Z^{\prime }\right)\right)}是完备的；即，当且仅当将{\displaystyle z\in Z}发送到z处求值映射（即{\displaystyle z^{\prime }\mapsto z^{\prime }(z)}）的映射{\displaystyle Z\to \left(Z^{\prime }\right)^{\#}}是双射。
特别地，就规范对偶而言，若Y是{\displaystyle X^{\#}}的向量子空间，使Y分离X中的点，则当且仅当{\displaystyle Y=X^{\#}}，{\displaystyle (Y,\sigma (Y,X))}是完备的。
换句话说，{\displaystyle X^{\#}}不存在紧合向量子空间{\displaystyle Y\neq X^{\#}}使得{\displaystyle (X,\sigma (X,Y))}是豪斯多夫空间，且Y在弱-*拓扑（即逐点收敛的拓扑）中完备。
因此，若豪斯多夫局部凸拓扑向量空间X的连续对偶空间{\displaystyle X^{\prime }} 被赋以弱*-拓扑，当且仅当{\displaystyle X^{\prime }=X^{\#}}（即X上所有线性泛函都连续）时，{\displaystyle X_{\sigma }^{\prime }}是完备的。

#### Y与代数对偶的子空间的等同
若X分离Y的点、Z表示单射{\displaystyle y\mapsto b(\,\cdot \,,y)}的范围，则Z是X的代数对偶空间的向量子空间，且配对{\displaystyle (X,Y,b)}与规范配对{\displaystyle \langle X,Z\rangle }（其中{\displaystyle \left\langle x,x^{\prime }\right\rangle :=x^{\prime }(x)}是自然求值映射）是规范等同（canonically identify）的。
特别地，这时我们将不失一般性地假设Y是X代数对偶的向量子空间，而b是求值映射。
约定：通常，只要{\displaystyle y\mapsto b(\,\cdot \,,y)}是单射（尤其当{\displaystyle (X,Y,b)}形成对偶对），通常不失一般性地假设Y是X的代数对偶空间的向量子空间，且b是自然求值映射，Y还可记作{\displaystyle X^{\prime }}。
完全类似的是，若Y分离X中的点，则X就有可能等同于Y的代数对偶空间的向量子空间。

#### 代数伴随
在对偶是规范对偶{\displaystyle \left\langle X,X^{\#}\right\rangle }和{\displaystyle \left\langle W,W^{\#}\right\rangle }的特例下，线性映射{\displaystyle F:X\to W}的转置总是良定义的。
此转置称作F的代数伴随，记作{\displaystyle F^{\#}}；
即{\displaystyle F^{\#}={}^{t}F:W^{\#}\to X^{\#}.} 
这样，{\displaystyle \forall w^{\prime }\in W^{\#},\ F^{\#}\left(w^{\prime }\right)=w^{\prime }\circ F}其中{\displaystyle F^{\#}\left(w^{\prime }\right)}的定义条件是
{\displaystyle \left\langle x,F^{\#}\left(w^{\prime }\right)\right\rangle =\left\langle F(x),w^{\prime }\right\rangle \quad \forall >x\in X,} 
或等价地{\displaystyle F^{\#}\left(w^{\prime }\right)(x)=w^{\prime }(F(x))\quad \forall x\in X.}
若对整数n，{\displaystyle X=Y=\mathbb {K} ^{n}}，{\displaystyle {\mathcal {E}}=\left\{e_{1},\ldots ,e_{n}\right\}}是X的基，其对偶基{\displaystyle {\mathcal {E}}^{\prime }=\left\{e_{1}^{\prime },\ldots ,e_{n}^{\prime }\right\},\ F:\mathbb {K} ^{n}\to \mathbb {K} ^{n}}是线性算子，F关于{\displaystyle {\mathcal {E}}}的矩阵表示是{\displaystyle M:=\left(f_{i,j}\right)}，则M的转置是{\displaystyle F^{\#}}关于{\displaystyle {\mathcal {E}}^{\prime }}的矩阵表示。

#### 弱连续性与开性
设{\displaystyle \left\langle X,Y\right\rangle }，{\displaystyle \langle W,Z\rangle }是对偶系统的规范配对（所以{\displaystyle Y\subseteq X^{\#},\ Z\subseteq W^{\#}}），并令{\displaystyle F:X\to W}是线性映射。则当且仅当{\displaystyle F:X\to W}满足下列等价条件之一，F是弱连续的：
1. {\displaystyle F:(X,\sigma (X,Y))\to (W,\sigma (W,Z))}连续；
2. {\displaystyle F^{\#}(Z)\subseteq Y}
3. F的转置{\displaystyle {}^{t}F:Z\to Y}相对于{\displaystyle \left\langle X,Y\right\rangle }和{\displaystyle \langle W,Z\rangle }是良定义的。

若F是弱连续的，则{\displaystyle {}^{t}F::(Z,\sigma (Z,W))\to (Y,\sigma (Y,X))}是连续的，于是{\displaystyle {}^{tt}F=F}
拓扑空间之间的映射{\displaystyle g:A\to B}，若{\displaystyle g:A\to \operatorname {Im} g}是开映射（{\displaystyle \operatorname {Im} g}是g的范围），则称之是相对开的。
设{\displaystyle \langle X,Y\rangle ,\ \langle W,Z\rangle }是对偶系统，{\displaystyle F:X\to W}是弱连续线性映射。则下列条件等价：
1. {\displaystyle F:(X,\sigma (X,Y))\to (W,\sigma (W,Z))}是相对开的；
2. {\displaystyle {}^{t}F}的范围在Y中{\displaystyle \sigma (Y,X)}-闭；
3. {\displaystyle \operatorname {Im} {}^{t}F=(\operatorname {ker} F)^{\perp }}

此外
- 当且仅当{\displaystyle {}^{t}F}是满射（或双射），{\displaystyle F:X\to W}是单射（或双射）；
- 当且仅当{\displaystyle {}^{t}F::(Z,\sigma (Z,W))\to (Y,\sigma (Y,X))}是相对开单射，{\displaystyle F:X\to W}是满射。

##### 拓扑向量空间之间映射的转置
当且仅当F是弱连续的，两拓扑向量空间之间映射的转置才被定义。
设{\displaystyle F:X\to Y}是两豪斯多夫局部凸拓扑向量空间之间的线性映射，则
- 若F连续，则其是弱连续的，且{\displaystyle {}^{t}F}是麦基连续的，也是强连续的；
- 若F是弱连续的，则其是麦基连续的，也是强连续的（定义见下）。
- 若F是弱连续的，则当且仅当{\displaystyle {}^{t}F:^{\prime }\to X^{\prime }}将{\displaystyle Y^{\prime }}的等度连续子集映射到{\displaystyle X^{\prime }}的等度连续子集时，F才是连续的。
- 若X和Y是赋范空间，则当且仅当F是弱连续的（这时{\displaystyle \|F\|=\left\|{}^{t}F\right\|}），F连续。
- 若F连续，则当且仅当{\displaystyle F:X\to Y}是弱相对开的（即{\displaystyle F:\left(X,\sigma \left(X,X^{\prime }\right)\right)\to \left(Y,\sigma \left(Y,Y^{\prime }\right)\right)}是相对开的）、且{\displaystyle \operatorname {Im} {}^{t}F={}^{t}F\left(Y^{\prime }\right)}的等度连续子集都是{\displaystyle Y^{\prime }}的某等度连续子集的像时，F是相对开的。
- 若F是连续单射，则当且仅当{\displaystyle X^{\prime }}的等度连续子集都是{\displaystyle Y^{\prime }}的某等度连续子集的像，{\displaystyle F:X\to Y}是拓扑向量空间嵌入（或等价的拓扑嵌入）。

#### 可度量化性与可分性
令X是局部凸空间，有连续对偶空间{\displaystyle X^{\prime }}，并令{\displaystyle K\subseteq X^{\prime }}。
1. 若K是等度连续或{\displaystyle \sigma \left(X^{\prime },X\right)}-紧的，且{\displaystyle D\subseteq X^{\prime }}使得{\displaystyle \operatorname {span} D}在X中稠密，则K从{\displaystyle \left(X^{\prime },\sigma \left(X^{\prime },D\right)\right)}继承的子空间拓扑等同于K从{\displaystyle \left(X^{\prime },\sigma \left(X^{\prime },X\right)\right)}继承的子空间拓扑。
2. 若X是可分的、K是等度连续的，则K被赋予由{\displaystyle \left(X^{\prime },\sigma \left(X^{\prime },X\right)\right)}诱导的子空间拓扑后是可度量化的。
3. 若X是可分、可度量化的，则{\displaystyle \left(X^{\prime },\sigma \left(X^{\prime },X\right)\right)}是可分的。
4. 若X是赋范空间，则当且仅当给定由{\displaystyle \left(X^{\prime },\sigma \left(X^{\prime },X\right)\right)}诱导的子空间拓扑，X的连续对偶空间的封闭单元（X的连续对偶空间）可度量时，X是可分的。
5. 若X是赋范空间，其连续对偶空间可分（给定通常的范拓扑）时，X可分。

## 极拓扑与同配对相容的拓扑
从弱拓扑开始，极基的使用会产生一系列局部凸拓扑。这样的拓扑称作极拓扑，弱拓扑是其中最弱的。
{\displaystyle (X,Y,b)}将是{\displaystyle \mathbb {K} }上的配对，{\displaystyle {\mathcal {G}}}将是X的{\displaystyle \sigma (X,Y,b)}-有界子集的非空集合。

### 极拓扑
给定X子集的集合{\displaystyle {\mathcal {G}}}，Y上由{\displaystyle {\mathcal {G}}}（与b）定义的极拓扑（或Y上的{\displaystyle {\mathcal {G}}}-拓扑）是Y上唯一的拓扑向量空间拓扑，其中
{\displaystyle \left\{rG^{\circ }:G\in {\mathcal {G}},r>0\right\}}
形成了原点邻域的子基。
Y被赋予这{\displaystyle {\mathcal {G}}}-拓扑时，就表示为{\displaystyle Y_{\mathcal {G}}}。极拓扑都需要是局部凸的。
{\displaystyle {\mathcal {G}}}是关于子集包含的有向集合时（即若{\displaystyle \forall G,K\in {\mathcal {G}}}，{\displaystyle \exists K\in {\mathcal {G}}}使得{\displaystyle G\cup H\subseteq K}），则此0处的邻域子基实际上形成了0处的邻域基。
下面列出了一些较重要的极拓扑。
符号：若{\displaystyle \Delta (X,Y,b)}表示Y上的极拓扑，则呗赋予此拓扑的Y将记作{\displaystyle Y_{\Delta (Y,X,b)},\ Y_{\Delta (Y,X)}}或{\displaystyle Y_{\Delta }}（如对{\displaystyle \sigma (Y,X,b)}我们有{\displaystyle \Delta =\sigma }，这样{\displaystyle Y_{\sigma (Y,X,b)},\ Y_{\sigma (Y,X)}}和{\displaystyle Y_{\sigma }}都表示赋予了{\displaystyle \sigma (X,Y,b)}的Y）。
| {\displaystyle {\mathcal {G}}\subseteq {\mathcal {P}}X} （“…上一致收敛的拓扑”）       | 记作                                                    | 名称（“…的拓扑”） | 又称                |
| ------------------------------------------------------------------------------------- | ------------------------------------------------------- | ----------------- | ------------------- |
| X的有限子集 （或X有限子集的{\displaystyle \sigma (X,Y,b)}-闭圆盘化壳）                | {\displaystyle \sigma (X,Y,b)} {\displaystyle s(X,Y,b)} | 逐点/简单收敛     | 弱/弱-*拓扑         |
| {\displaystyle \sigma (X,Y,b)}-紧圆盘                                                 | {\displaystyle \tau (X,Y,b)}                            |                   | 麦基拓扑            |
| {\displaystyle \sigma (X,Y,b)}-紧凸子集                                               | {\displaystyle \gamma (X,Y,b)}                          | 紧凸收敛          |                     |
| {\displaystyle \sigma (X,Y,b)}-紧子集 （或平衡{\displaystyle \sigma (X,Y,b)}-紧子集） | {\displaystyle c(X,Y,b)}                                | 紧收敛            |                     |
| {\displaystyle \sigma (X,Y,b)}-有界子集                                               | {\displaystyle b(X,Y,b)} {\displaystyle \beta (X,Y,b)}  | 有界收敛          | 强拓扑 最强的极拓扑 |

#### 与极拓扑有关的定义
连续性
若{\displaystyle F:(X,\tau (X,Y,b))\to (W,\tau (W,Z,c))}连续，则线性映射{\displaystyle F:X\to W}是（关于{\displaystyle (X,Y,b)}和{\displaystyle (W,Z,c)}）麦基连续的。
若{\displaystyle F:(X,\beta (X,Y,b))\to (W,\beta (W,Z,c))}是连续的，则线性映射{\displaystyle F:X\to W}是（关于{\displaystyle (X,Y,b)}和{\displaystyle (W,Z,c)}）强连续的。

### 有界子集
X的子集，若在{\displaystyle (X,\sigma (X,Y,b))}（或{\displaystyle (X,\tau (X,Y,b))}、{\displaystyle (X,\beta (X,Y,b))}）中有界，则称X是弱有界（或麦基有界、强有界）。

### 同配对相容的拓扑
弱{\displaystyle (X,Y,b)}是{\displaystyle \mathbb {K} }上的配对，{\displaystyle {\mathcal {T}}}是X上的向量拓扑，则{\displaystyle {\mathcal {T}}}是配对的拓扑，且若其局部凸、{\displaystyle \left(X,{\mathcal {T}}\right)}的连续对偶空间{\displaystyle =b(\,\cdot \,,Y)}，则称之与配对{\displaystyle (X,Y,b)}相容或一致。 
若X分离Y的点，则Y可视作X的代数对偶的向量子空间，定义条件变为{\displaystyle \left(X,{\mathcal {T}}\right)^{\prime }=Y.}有人（如[Trèves 2006]、[Schaefer 1999]）要求配对的拓扑也要是豪斯多夫的，若Y分离X的点（这些学者假设），则必须是豪斯多夫的。
弱拓扑{\displaystyle \sigma (X,Y,b)}同配对{\displaystyle (X,Y,b)}相容（如弱表示定理所示），事实上是最弱的拓扑。还有一种与这种配对相容的最强拓扑，即麦基拓扑。
若N是非自反的赋范空间，则其连续对偶空间上通常的范拓扑同对偶{\displaystyle \left(N^{\prime },N\right)}不相容。

#### 麦基–阿伦定理
下面是对偶理论中最重要的定理之一。
麦基–阿伦定理 I — 令{\displaystyle (X,Y,b)}是配对，使X分离Y的点，并令{\displaystyle {\mathcal {T}}}是X上的局部凸拓扑（不必豪斯多夫）。
则，当且仅当{\displaystyle {\mathcal {T}}}是由某覆盖了Y的{\displaystyle \sigma (Y,X,b)}-紧圆盘集合{\displaystyle {\mathcal {G}}}确定的极拓扑时，称{\displaystyle {\mathcal {T}}}与配对{\displaystyle (X,Y,b)}相容。
由此可见，麦基拓扑{\displaystyle \tau (X,Y,b)}是由Y中所有{\displaystyle \sigma (X,Y,b)}-紧圆盘生成的极拓扑，是X上与配对 {\displaystyle (X,Y,b)}相容的最强局部凸拓扑。
给定拓扑与麦基拓扑相同的局部凸空间称作麦基空间。
上述麦基-阿伦定理的一下结果也称作麦基-阿伦定理。
麦基–阿伦定理 II — 令{\displaystyle (X,Y,b)}是配对，使得X分离Y的点，并且{\displaystyle {\mathcal {T}}}是X上的局部凸拓扑。则，当且仅当{\displaystyle \sigma (X,Y,b)\subseteq {\mathcal {T}}\subseteq \tau (X,Y,b)}，{\displaystyle {\mathcal {T}}}与配对相容。

### 麦基定理、桶与闭凸集
若X是（{\displaystyle \mathbb {R} }或{\displaystyle \mathbb {C} }上的）拓扑向量空间，则半空间（half-space）是形式为{\displaystyle \{x\in X:f(x)\leq r\}}的集合。（r是实数，f是X上的连续实值线性泛函）
定理 — 若X是（{\displaystyle \mathbb {R} }或{\displaystyle \mathbb {C} }上的）局部凸空间、C是X的非空闭凸子集，则{\displaystyle C}等于包含它的所有闭半空间的交。
上述定理说明，局部凸空间的闭子集和凸子集完全取决于连续对偶空间。于是，在任何与配对相容的拓扑中，闭子集和凸子集都相同；即，若{\displaystyle {\mathcal {T}}}、{\displaystyle {\mathcal {L}}}是X上的任意局部凸拓扑，且有同样的连续对偶空间，则当且仅当X的凸子集在{\displaystyle {\mathcal {L}}}拓扑中封闭，，此子集也在{\displaystyle {\mathcal {T}}}拓扑中封闭。
这说明，X任意凸子集的{\displaystyle {\mathcal {T}}}-闭等同于其{\displaystyle {\mathcal {L}}}-闭，对X中任意{\displaystyle {\mathcal {T}}}-闭圆盘A，{\displaystyle A=A^{\circ \circ }}。 
特别地，若B是X的一个子集，则当且仅当B是{\displaystyle (X,{\mathcal {L}})}中的桶时，B也是{\displaystyle (X,{\mathcal {L}})}中的桶。
下面的定理说明，桶（即闭吸收圆盘）恰是弱有界子集的极。
定理 — 令{\displaystyle (X,Y,b)}是配对，使得X分离Y的点，并令{\displaystyle {\mathcal {T}}}为配对的某拓扑。
则当且仅当X的子集等于Y的某{\displaystyle \sigma (Y,X,b)}-有界子集的极时，此子集是X中的桶。
若X是拓扑向量空间，则
1. X的闭吸收平衡子集B吸收X的所有凸紧子集（即存在正实数r使得{\displaystyle rB}包含此集）。
2. 若X是豪斯多夫局部凸的，则X中每个桶都吸收X的每个凸有界完备子集。

所有这些都引出了麦基定理，这是对偶系统理论的核心定理之一。简言之，定理支出，对符合相同对偶性的两豪斯多夫局部凸拓扑，有界子集是相同的。
麦基定理 — 设{\displaystyle (X,{\mathcal {L}})}是豪斯多夫局部凸空间，有连续对偶空间{\displaystyle X^{\prime }}，并考虑规范对偶{\displaystyle \left\langle X,X^{\prime }\right\rangle }。
若{\displaystyle {\mathcal {L}}}是X上任意与对偶{\displaystyle \left\langle X,X^{\prime }\right\rangle }相容的拓扑，则{\displaystyle (X,{\mathcal {L}})}的有界子集与{\displaystyle (X,{\mathcal {L}})}的有界子集相同。

### 有限序列空间
令X表示标量{\displaystyle r_{\bullet }=\left(r_{i}\right)_{i=1}^{\infty }}的所有序列的空间，且对所有足够大的i都有{\displaystyle r_{i}=0}。
令{\displaystyle Y=X}，定义双线性映射{\displaystyle b:X\times X\to \mathbb {K} }为
{\displaystyle b\left(r_{\bullet },s_{\bullet }\right):=\sum _{i=1}^{\infty }r_{i}s_{i}.} 
则{\displaystyle \sigma (X,X,b)=\tau (X,X,b)}。 
此外，当且仅当存在正实数序列{\displaystyle m_{\bullet }=\left(m_{i}\right)_{i=1}^{\infty }}，使得{\displaystyle \left|t_{i}\right|\leq m_{i},\ \forall t_{\bullet }=\left(t_{i}\right)_{i=1}^{\infty }\in T}、及所有指标i（或还有{\displaystyle m_{\bullet }\in X}）时，子集{\displaystyle T\subseteq X}是{\displaystyle \sigma (X,X,b)}-有界（或{\displaystyle \beta (X,X,b)}-有界）的。
由此可见，X的子集中有弱有界（即{\displaystyle \sigma (X,X,b)}-有界）的，但没有强有界（即无{\displaystyle \beta (X,X,b)}-有界）的。

## 书目
- Narici, Lawrence; Beckenstein, Edward. . Pure and applied mathematics Second. Boca Raton, FL: CRC Press. 2011. ISBN 978-1584888666. OCLC 144216834.
- Michael Reed and Barry Simon, Methods of Modern Mathematical Physics, Vol. 1, Functional Analysis, Section III.3. Academic Press, San Diego, 1980. ISBN 0-12-585050-6.
- Rudin, Walter. . International Series in Pure and Applied Mathematics Second. New York, NY: McGraw-Hill Science/Engineering/Math. ISBN 978-0-07-054236-5. OCLC 21163277.
- Schaefer, Helmut H.; Wolff, Manfred P. . GTM Second. New York, NY: Springer New York Imprint Springer. 1999. ISBN 978-1-4612-7155-0. OCLC 840278135.
- Schmitt, Lothar M. . Houston J. Of Math. 1992, 18: 429–447  [2024-04-03]. （原始内容存档于2022-01-24）.
- Trèves, François. . Mineola, N.Y.: Dover Publications.  [1967]. ISBN 978-0-486-45352-1. OCLC 853623322.